# Кофе по-ирландски
«Кофе по-ирла́ндски» (ирл. caife Gaelach) — кофейный напиток, который относят в категорию коктейлей со сливками, на основе ирландского виски, чёрного кофе, взбитых сливок и коричневого сахара. Входит в число официальных коктейлей Международной ассоциации барменов (IBA), категория «Современная классика» (англ. Contemporary classics).

## История
Арабику с добавлением алкоголя начали пить ещё в XIX веке. Но настоящую известность обрёл именно ирландский кофе. Это произошло из-за удачного стечения обстоятельств и хорошей рекламы.
В начале XX века перелеты через Атлантику совершали на гидросамолетах. Такой способ передвижения был удобен при аварийных ситуациях, но пассажирам приходилось путешествовать без комфорта. В самолётах не было изоляции, один перелет длился около 15 часов, люди прибывали в аэропорт уставшие и замерзшие. Рейсы были с остановками в Ирландии для дозаправки. Путешественники во время технических работ на самолёте шли в ближайший бар в надежде согреться.
Именно при таких обстоятельствах и появился рецепт ирландского кофе. В 1943 году один из рейсов в Нью-Йорк застрял в Фойнсе. Самолёт вылетел из порта, но не смог пересечь Атлантический океан из-за плохих погодных условий. Пассажиры ужасно замёрзли и попросили у бармена что-нибудь согревающее.

## Состав
- Горячий чёрный кофе — 80 мл (4 части)
- Ирландский виски — 40 мл (2 части)
- Коричневый сахар — 1 чайная ложка
- Взбитые сливки — 30 мл (1½ части)

Данный состав этого коктейля зарегистрирован Международной ассоциацией барменов (англ. International Bartenders Association) и включён в список официальных коктейлей Международной ассоциацией барменов.

## Приготовление
Существуют различные способы и рецепты приготовления кофе по-ирландски:

### Классический рецепт
1. Заранее взбить венчиком охлажденные свежие сливки.
2. Сварить чёрный крепкий эспрессо любым привычным способом.
3. Ополоснуть бокал кипятком. Положить в него сахар, залить горячим эспрессо, и перемешать до полного растворения.
4. Добавить виски.
5. С помощью перевернутой ложки или ножа осторожно влить сливки.

В результате должны получиться чёрный и белый слои с четкими границами.

### Ирландский кофе с огоньком
1. Подготовить взбитые сливки и свежесваренный эспрессо. Прогреть бокал.
2. Довести виски до температуры 40-50, растворить в нём сахар.
3. Взять чайную ложку сладкого алкоголя, поджечь. Затем аккуратно ввести обратно в бокал, чтобы не погасло пламя.
4. Добавить эспрессо и резко накрыть сверху.
5. Через пол минуты осторожно влить сливочную шапочку.

### Холодный рецепт
1. Сварить свежесмолотую арабику, растворить в ней сахар. Остудить.
2. Охладить бокал, добавить немного льда.
3. Добавить остывший эспрессо и виски. В конце аккуратно ввести взбитые сливки.

## В культуре
В повести Ларри Нивена «Четвертая профессия» можно прочесть следующее: 
...Не много найдется баров, где держат под рукой все необходимое для кофе по-ирландски. Слишком хлопотное дело. Требуется уйма взбитых сливок и молотого кофе, холодильник, смеситель, запас специальных стеклянных сосудов, изогнутых восьмеркой, шеренга электрических плиток и — самое дорогостоящее — уйма места за стойкой, чтобы все это разместить. Приучаешься постоянно держать под рукой готовые стаканы, а значит, используешь каждую свободную минутку, чтобы засыпать в них сахар...
В мультсериале «Симпсоны» 21 сезон 2 серия в завязке сюжета использован кофе по-ирландски как афродизиак для женщин.